# Peperomia columella
Peperomia columella är en pepparväxtart som beskrevs av Rauh & P.C. Hutchison. Peperomia columella ingår i släktet peperomior, och familjen pepparväxter. Inga underarter finns listade i Catalogue of Life.